# Şabaniye
La Şabaniye fou una confraria mística derivada de la khalwatiyya, sorgida a Kastamonu a Anatòlia a la meitat del segle xvi. Rep el nom del seu fundador Xaban Veli. Reorganitzada diverses vegades, al segle xix era la branca principal de la khalwatiyya i era més potent que la sunbuliyya situació que ha mantingut a Turquia al segle xx tot i que no va poder subsistir als Balcans on s'havia estès al segle xvii. A final del segle xx es van unir als çerkesiyya (de Muhammad Çerkesi).